# Ентерококи
Ентерококи (Enterococcus) — рід грам-позитивних коків підкласу лактобактерій. Часто представлені парами (диплококів) або короткими ланцюжками, які складно відрізнити від стрептококів за фізіологічними характеристиками.
Два види є основними симбіотичними організмами кишечника людини: E. faecalis (90-95%) і Enterococcus faecium (5-10%). Іноді утворюють кластери з іншими видами, включаючи E. casseliflavus, E. raffinosus.

## Фізіологія і класифікація
Факультативні анаероби, здатні здійснювати клітинне дихання як у безкисневому, так і насиченим киснем середовищі. Спори не утворюють, проте стійкі в широкому діапазоні умов. Ростуть при температурі 10 — 45 ° С, рН 4,5 — 10,0, а також при високих концентраціях хлориду натрію. Породжують типовий гамма-гемоліз кров'яного агару.

### Історія
Аж до 1984 року бактерії роду Enterococcus класифікувалися як стрептококи групи Д, поки методом геномного аналізу ДНК не було показано, що більш правильно виділення їх в окремий рід.

## Патологія
Спричинює багато клінічно значущих захворювань, таких як: інфекція сечових шляхів, ендокардит, дивертикуліт, менінгіт і сепсис. Чутливі штами можуть бути придушені ампіциліном і ванкоміцином.
Найбільш важливою особливістю роду ентерококів є їхній високий рівень ендемічної антибіотикорезистентності. Деякі ентерококи мають внутрішні механізми стійкості до бета-лактамних антибіотиків (пеніциліни і цефалоспорини), а також до багатьох аміноглікозидних.
В останні два десятиліття з'явилися особливо вірулентні штами ентерококів, резистентні до ванкоміцину (vancomycin-resistant enterococcus, or VRE) і здатні спричинити внутрішньолікарняні інфекції. Особливо поширені в США. Інші розвинуті країни, такі як Велика Британія, були менш зачеплені епідемією VRE, а Сингапур в 2005 році зупинив її. VRE піддається лікуванню комбінацією антибіотиків Quinupristin / dalfopristin (Synercid), з чутливістю близько 70%.
Ентерококовий менінгіт — рідкісне ускладнення нейрохірургічних операцій. Часто вимагає лікування внутрішньовенним або інтратекальним (підоболонкове) введенням ванкоміцину, хоча це питання обговорюється. Достовірно невідомо, чи впливає застосування ванкоміцину на результат, так як вирішальною частиною ведення цих інфекцій є видалення нейрохірургічних систем.

## Контроль якості води
У великих об'ємах води допустимий поріг забруднення низький. Наприклад, на Гаваях, з одними з найсуворіших законодавств у США, гранично допустимий рівень для забруднення води ентерококами на узбережжі становить 7 КУО на 100 мл води, при перевищенні якого не рекомендується заходити в воду.
У 2004 році в новому федеральному стандарті якості води на громадських пляжах США фекальні коліформи були замінені на Enterococcus spp. Вважають, що це забезпечить більш високу кореляцію з багатьма широко розповсюдженими в міській каналізації патогенами людини.